# Streitkräftebasis
El Servicio de Apoyo Conjunto (en alemán: Streitkräftebasis, SKB, pronunciado /ˈʃtʁaɪ̯tˌkʁɛftəˈbaːzɪs/, literalmente «Fundación de las Fuerzas Armadas») es la rama militar de logística y tareas organizativas de la Bundeswehr (Defensa Federal de Alemania) establecida en octubre de 2000 como resultado de importantes reformas de la Bundeswehr. El Streitkräftebasis es uno de los seis componentes de la Bundeswehr. En abril de 2020, la fuerza está compuesta por 27,840 efectivos. En mayo de 2021, la exministra de defensa Annegret Kramp-Karrenbauer junto con el inspector general Eberhard Zorn publicaron un plan para disolver el Servicio de Apoyo Conjunto y reintegrar sus unidades en el ejército, la marina, la fuerza aérea y el mando cibernético.

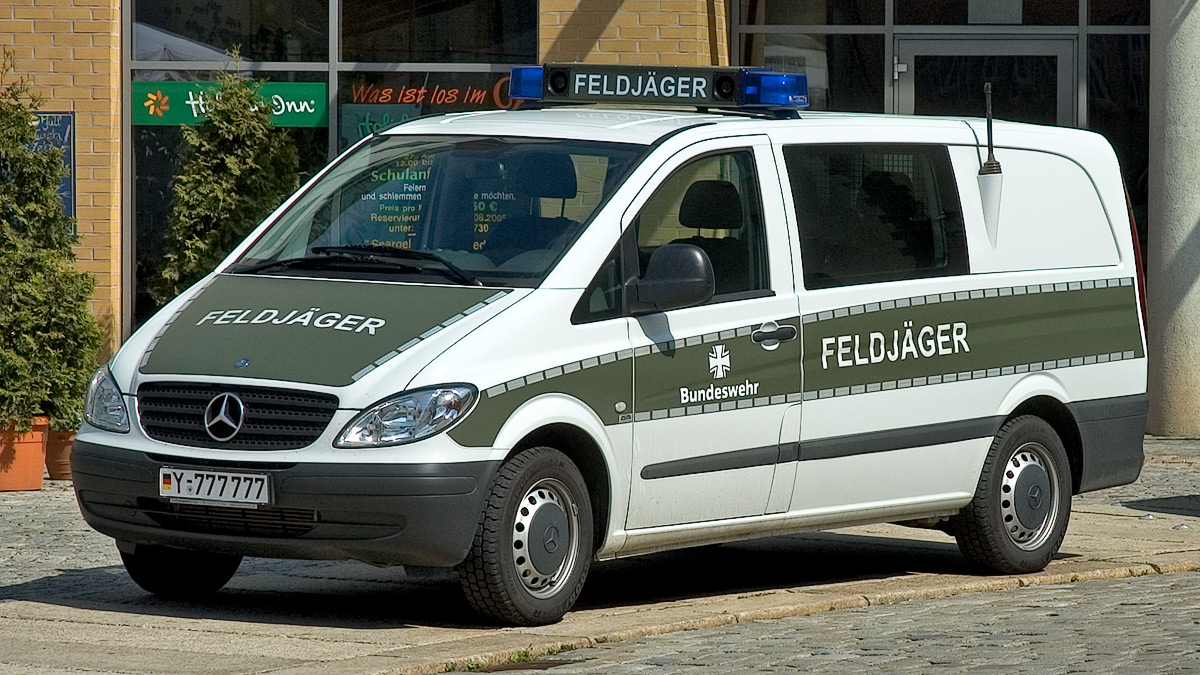
Un vehículo de patrulla Feldjäger MP.

## Estructura

### Comando logístico
- Comando logístico de la Bundeswehr, en Erfurt[4]
  -  164° Regimiento Especial de Pioneros, en Husum
  -  1° Regimiento de Logística, en Burg bei Magdeburg
  -  161° Batallón de Logística, en Delmenhorst
  - 163° Batallón de Logística, en Delmenhorst
  -  171° Batallón de Logística, en Burg bei Magdeburg
  -  172° Batallón de Logística, en Beelitz
  -  461° Batallón de Logística, en Walldürn
  -  467° Batallón de Logística, en Volkach
  -  472° Batallón de Logística, en Kümmersbruck
  -  Centro logístico de la Bundeswehr, en Wilhelmshaven
  - Centro de vehículos de motor de la Bundeswehr, en Mönchengladbach
  -  Escuela de Logística de la Bundeswehr, en Osterholz-Scharmbeck